# Зашків (зупинний пункт)
За́шків — пасажирський залізничний зупинний пункт Львівської дирекції Львівської залізниці на одноколійній, неелектрифікованій лінії Львів — Рава-Руська між станціями Куликів та Брюховичі. 
Розташований в селі Зашків Львівського району.

## Пасажирське сполучення
На зупинному пункті Зашків зупиняються приміські поїзди сполученням Львів — Рава-Руська.